# Weißkopfnatter
Die Weißkopfnatter (Enuliophis sclateri), auch als Kolumbianische Langschwanznatter bezeichnet, eine Schlangenart der Dipsadinae und der einzige Vertreter der monotypischen Gattung Enuliophis.

## Merkmale
Enuliophis sclateri ist eine kleine Schlange mit schlankem, zylindrischem Körperbau, der Körper weist durchgehend nahezu dieselbe Dicke auf. Sie erreicht eine Gesamtlänge bis 55 Zentimeter. Der Kopf ist relativ klein und setzt sich nur geringfügig vom Hals ab. Die Schnauze von Enuliophis sclateri ist stumpf abgerundet (im Gegensatz zur ähnlichen Art Enulius flavitorques). Im hinteren Oberkiefer befinden sich vergrößerte Zähne, wobei jedoch keine Verbindung zu einem Giftapparat bekannt ist; Enuliophis sclateri ist nicht giftig. Der Schwanz ist lang und fragil sowie bei vielen Individuen nicht mehr vollständig, zum Beispiel aufgrund Verlust durch Beutegreifer.
Der Hemipenis des Männchens weist große Stacheln auf. Bei Enulius spec. ist dagegen der Hemipenis von gleichförmigen, winzigen Dornen bedeckt (Synapomorphie für Enulius spec.).

### Körperfärbung
Der Körper ist dunkelgrau bis schwarz gefärbt. Die Bauchseite ist hell gefärbt. Der Kopf ist zweifarbig schwarz und weiß, wobei es zwei häufige Ausprägungen der Zeichnung gibt. Viele Exemplare zeigen eine schwarze Schnauzenspitze und rein weiße Kopf- und Nackenkappe sowie schwarzen Ringe um die Augen. Diese Merkmalskombination ist für Schlangen in ihrem Verbreitungsgebiet einzigartig. Bei der zweiten Ausprägung, welche insbesondere bei pazifischen Populationen von Enuliophis sclateri auftritt, dehnt sich das Schwarz der Schnauze als schwarze Kappe bis hinter die Augen aus, häufig sind die Spitzen von Frontale (Stirnschild), aller Parietalen (Scheitelschilde) sowie einige Schuppenreihen des Halses weiß.

### Biofluoreszenz
Bei Exemplaren dieser Art aus Panama konnte unter UV-Bestrahlung ein fluoreszierender Glanz des weißen Kopfbandes sowie auch des gesamten Körpers nachgewiesen werden. E. sclateri ist damit eine von nur sehr wenigen Schlangenarten, bei denen Biofluoreszenz nachgewiesen wurde.

### Pholidose
Die Pholidose beschreibt die Beschuppung von Reptilien. Diesbezüglich zeigen sich bei Enuliophis sclateri kopfoberseits neun vergrößerte, symmetrische Schilde. Es sind 15 Reihen glatter (nicht gekielter) Rückenschuppen um die Körpermitte, 129 bis 151 Ventralia (Bauchschilder) und 96 bis 100 paarige Subcaudalia (Unterschwanzschilder) vorhanden. Das Scutum anale ist geteilt.

### Abgrenzung zu anderen Arten
Gegenüber Enulius spec. (schaufelförmige Schnauze) grenzt sich Enuliophis sclateri durch seine stumpfe Schnauze und die Penismorphologie ab. Ähnliche Geophis-Arten haben gekielte Schuppen über mindestens das letzte Drittel des Körpers oder die helle Nackenzeichnung umfasst nicht alle Parietalschilde. Ähnliche Ninia-Arten besitzen gekielte Rückenschuppen. Trimetopon-Arten können ebenfalls ähnlich aussehen, grenzen sich aber durch das Vorhandensein eines einzelnen Präfrontalschildes ab.

## Lebensweise
Enuliophis sclateri führt eine bodenbewohnende und teilweise grabende Lebensweise. Sie kann oftmals am Tage in der Laubstreu des Waldes beobachtet werden, ist jedoch auch nachts aktiv. Die Art ernährt sich von Reptilieneiern. Die verlängerten Zähne im hinteren Oberkiefer dienen vermutlich dem Aufschlitzen der Eier. Bekommen Fressfeinde die Schlange am Schwanz zu fassen, bricht dieser ab. Das verlustige Stück bewegt sich noch einige Minuten lang weiter, um die Aufmerksamkeit des Fressfeindes auf sich zu ziehen und der Schlange so eine Fluchtmöglichkeit zu schaffen.
Enuliophis sclateri pflanzt sich durch Oviparie fort, ist also eierlegend. Das Gelege umfasst in der Regel zwei Eier. Gelege wurden im April und Mai dokumentiert. Weiterhin ist über den Fortpflanzungszyklus der Art nur wenig bekannt.

## Vorkommen
Das Verbreitungsgebiet von Enuliophis sclateri erstreckt sich über weite Teile Zentralamerikas (Honduras, Nicaragua, Costa Rica, Panama) und Kolumbien, wobei die Vorkommen sowohl pazifisch als auch atlantisch liegen sowie teils zerstreut und nicht flächendeckend sind. Fundorte der Art finden sich vom Küstentiefland bis in 1400 Metern Höhe über dem Meeresspiegel. Die genaue Typuslokalität ist nicht bekannt und wird mit Südamerika angegeben. Enuliophis sclateri kommt in bewaldeten Habitaten vor, meist ungestörte, feuchte Tieflandwälder, gelegentlich auch Wälder der Vorgebirge. Sie wurde jedoch auch in sich regenerierenden Wäldern und verlassenen Bananenplantagen gefunden. Die Art wird relativ selten gefunden und die Entwicklung der Population in den letzten drei Generationen ist unklar, aber die Verbreitung und Häufigkeit sind wahrscheinlich relativ stabil geblieben. Der Gesamtbestand wird als nicht gefährdet eingestuft.

## Taxonomie
Die wissenschaftliche Erstbeschreibung der Art erfolgte im Jahr 1894 durch den belgischen Zoologen George Albert Boulenger unter der Bezeichnung Leptocalamus sclateri. Zwischenzeitlich wurde die Art lange als Enulius sclateri der Gattung Enulius zugeordnet. James Randall McCranie und Jaime Villa führten sie 1993 erstmals in einer eigenen Gattung unter ihrer bis heute anerkannten Bezeichnung Enuliophis sclateri. Die Ausgliederung aus Enulius wird unter anderem durch die Unterschiede in der Morphologie des Hemipenis der beiden Gattungen gestützt.
Die Gattungsbezeichnung „Enuliophis“ (von griech. „hen“ – „eins“; „oule“ – „Zeichen“; „ophis“ – „Schlange“) bezieht sich auf die Ähnlichkeit mit Arten der Gattung Enulius. Das Epitheton „sclateri“ ehrt den englischen Zoologen Philip Lutley Sclater, der den Holotypus dem British Museum of Natural History zur Verfügung stellte.